# Andelarrot
Andelarrot é uma comuna francesa na região administrativa de Borgonha-Franco-Condado, no departamento de Alto Sona. Estende-se por uma área de 5,71 km². Em 2010 a comuna tinha 242 habitantes (densidade: 42,4 hab./km²).